# 打磚塊
打磚塊（英語：Breakout）是一種電子遊戲。屏幕上部有若干层砖块，一个球在屏幕上方的砖块和墙壁、屏幕下方的移动短板和两侧墙壁之间来回弹，当球碰到砖块时，球会反弹，而砖块会消失。玩家要控制螢幕下方的板子，让「球」通过撞擊消去所有的「磚塊」，球碰到螢幕底边就会消失，所有的球消失则游戏失败。把磚塊全部消去就可以破關。
因為規則簡單與遊戲性，現在許多行動電話都有內建打磚塊遊戲，也有許多網際網路小遊戲版本。

## 历史
此类电子游戏的始祖是由美國雅達利公司在1972年發行的世界上第一款電子遊戲《乓》，规则類似乒乓球。相較於其前作，一個人就可以玩與變化豐富這兩項特點讓《Breakout》相當賣座，使各家公司競相模仿。

## 代表作

### Breakout
《Breakout》是世界上第一款打磚塊遊戲，1976年由美國雅達利公司發行。遊戲設計是後來創立蘋果電腦的史蒂夫·喬布斯與斯蒂夫·沃茲尼亞克兩人，程式設計是Brad Stewart。1978年公司發行第二代的《Super Breakout》。

### 弹珠台砖块
《弹珠台砖块》是日本南夢宮公司在1978年推出的該公司第一款街機遊戲。合併打磚塊與彈珠台遊戲的特色。

### 快打磚塊
《快打磚塊》是日本太東公司在1986年推出的街機遊戲，引入電腦控制的敵機與後來一般打磚塊遊戲常見的加強道具（Powerup Item）等要素。

## 脫衣打磚塊
打磚塊遊戲的一種變體是「脫衣打磚塊」。將「磚塊」換成一張連續的人物圖片，通常是美女圖片；在打磚塊的過程中，圖片中人物的衣服會一塊一塊移除。

## 其他作品

### BLOCK
《BLOCK》是一個電腦的打磚塊遊戲程式。

### 星际弹球系列
Reflexive Entertainment公司所研发出来的一款打砖块系列游戏，该系列已经出了4个不同系列的作品。
- 星际弹球之终极弹球
- 星际弹球之失落的世界
- 星际弹球之失落的世界：再袭击
- 星际弹球之无极挑战

## 外部連結
- 英寶格公司官方網站 （页面存档备份，存于）
- 英寶格公司的AtariAge網站對Breakout的介紹
- Bakuretu Block的作者網站 （页面存档备份，存于）